# Forte Breendonk
O Forte Breendonk, na Bélgica, foi um campo de concentração e deportação durante a Segunda Guerra Mundial.
Localizado a cerca de vinte quilômetros a sul de Antuérpia, perto de Willebroek e Mechelen, fica localizado próximo da linha ferroviária que liga Antuérpia a Bruxelas.
Esta fortificação, cuja edificação data de 1906, foi utilizada pela SS para aí efectuar o registo, triagem e deportação de prisioneiros.
Os primeiros registos de prisioneiros datam de 20 de Setembro de 1940, e pelo menos 3532 prisioneiros terão por aí passado até Setembro de 1944.
Os prisioneiros estavam à guarda de oficiais da SS. A partir 1941, S.S. flamengos integraram também o serviço de guarda. O baixo número de prisioneiros que se encontravam no campo - cerca de 300 a cada momento - tornava-os alvo constante de atenção e torturas por parte dos guardas.
Actualmente é um Museu e Memorial da deportação. É também um dos 22 campos cujo nome está gravado no pavimento da cripta memorial em Yad Vashem, Jerusalém.
|  |  |